# Wilsberg: Die Wiedertäufer
Die Wiedertäufer ist die 20. Folge der Fernsehfilmreihe Wilsberg. Die Erstausstrahlung erfolgte am 7. April 2007 beim ZDF. Regie führte Martin Gies, das Drehbuch wurde von Eckehard Ziedrich nach dem 1994 von Jürgen Kehrer veröffentlichten Roman Wilsberg und die Wiedertäufer geschrieben.

## Handlung
Nach 473 Jahren sind die „Wiedertäufer“ nach Münster zurückgekehrt. Das Grab von Herbert Fredenböck, dem ehemaligen Gärtner des Bistums Münster, der bei einem Autounfall ums Leben kam, wird nachts geöffnet. Seine Gebeine finden sich tags darauf in den Nachbildungen der historischen Eisenkäfige im Stadtmuseum wieder, in denen vor fast fünf Jahrhunderten die Münsteraner „Wiedertäufer“ am Kirchturm der Lambertikirche aufgehängt wurden. Das Bistum erhält einen Anruf, in dem mit verzerrter Stimme der Kirche gedroht wird.
Wilsberg wird daraufhin von Pater Gabriel, einem alten Freund, den er aus den 1970er Jahren von politischen Demonstrationen kennt, zu Rate gezogen, um die Grabschänder ausfindig zu machen. Ekki trifft sich unterdessen mit der Fondsmanagerin Claudia Weinert, die bei CW Invest einen Kirchenfonds betreut, zum Blinddate in einem Restaurant. Da Ekki sein Beruf als Steuerfahnder etwas peinlich ist, gibt er sich als „Vermögensverwalter“ aus. 
Die Wiedertäufer schlagen erneut zu und entführen ein Baby von der Säuglingsstation eines städtischen Krankenhauses. Es wird kurz darauf auf den Stufen der Lambertikirche gefunden. Wilsberg sucht die Witwe des verblichenen Fredenböcks auf. Von ihr erfährt er, dass ihr Mann als Gärtner auf Gut Moorwessel tätig war. Wilsbergs Befragung des wohlhabenden und gottesfürchtigen Inhabers des Guts, Walter Moorwessel, wird jäh von Glockengeläut unterbrochen, das aus der sonst unbenutzten Kapelle aus dem Wald herüberschallt. Als Wilsberg mit Walter Moorwessel und dessen Tochter Mareike in der Kapelle ankommt, trifft er dort auf Pater Gabriel, der angibt, von den Wiedertäufern telefonisch hierher zitiert worden zu sein. Sie müssen feststellen, dass Pater Gabriels geistlicher Bruder, Monsignore Katz, am Gebälk der Kapelle aufgeknüpft worden ist. Nichts deutet auf einen Selbstmord hin, da Katz offenbar erstochen wurde, bevor ihn sein Mörder aufgehängt hat.
Walter Moorwessel bringt am folgenden Tag 100.000 Euro in bar in einem Koffer zur Central Bank. Dabei wird er von einem maskierten Täter überfallen, der den Geldkoffer auf seiner Flucht über eine Mauer wirft, diese aber nicht wie geplant erklimmen kann. Auf der anderen Seite der Mauer wartet Ekki auf seine Bekannte Claudia, der er die Hoffnung gemacht hat, in ihren Fonds einzuzahlen. Als er den gefundenen Koffer öffnet, schaut sie ihm über die Schulter und nimmt an, er habe das Bargeld für ihren Fonds mitgebracht. Letztlich ist es sogar mehr als die Mindesteinlage von 50.000 Euro, die Ekki ja auch nicht hatte. 
Alex Holtkamp hat ihre Stelle als Referendarin bei der Staatsanwaltschaft angetreten, wo sie wegen eines Autounfalls mit Sachschaden und Fahrerflucht ermittelt. Ihre Ermittlungen führen sie auf den Hof des Bauern Edwin Vosshövel. Mareike Moorwessel erzählt Wilsberg, sie sei von Herbert Fredenböck vergewaltigt worden, weshalb dieser der Vater ihres 24-jährigen Sohnes Tobias sei. Tobias habe häufiger Zuflucht auf dem benachbarten Hof Vosshövel gesucht, weswegen Wilsberg sich auf den Weg zu diesem Bauernhof macht. Dort trifft er nicht nur auf Alex, sondern zugleich auf Tobias, der aussagt, er habe Kontakt zu den Wiedertäufern, die eine sechsköpfige Gruppe unter der Leitung von Pater Gabriel seien. Als Walter Moorwessel auf der Suche nach seinem Enkel auf dem Hof erscheint, erkennt er Tobias‘ weiße Gesichtsmaske von dem Überfall auf seinen Geldkoffer wieder und stellt Tobias zur Rede. Auf Drängen seines Großvaters macht Tobias am folgenden Tag eine Aussage über die Gruppe der Wiedertäufer bei der Polizei, die sich erst einige Tage später als Falschaussage herausstellt. Anschließend taucht Tobias unter.
Um Ekki behilflich zu sein, die gefundenen 100.000 Euro von Claudia wiederzubekommen, gibt sich Wilsberg gegenüber der Fondsmanagerin als Geldgeber aus. Im Gespräch mit Claudia erfährt Wilsberg im Vertrauen, dass Walter Moorwessel 60 % der Fondsanteile des CW Investmentfonds hält. Ekki bestätigt Wilsbergs Vermutung, dass die versteuerten 250.000 Euro, die Moorwessel jährlich angibt, nicht dazu ausreichen, um diese Fondsanteile zu erwerben. Georg Wilsberg geht davon aus, dass Moorwessel Schwarzgeld in den Fonds einzahlte. Er ließ sich von dem gutgläubigen Monsignore Katz Bauprojekte vermitteln, deren Bilanzen er fälschte, um durch Steuerhinterziehung die Überschüsse in den Fonds fließen lassen zu können. Laut Satzung des Fonds muss dieser die Gelder sofort wieder in Bauprojekte investieren, die erneut Moorwessel erhielt. Ekki lässt eine Durchsuchung bei CW Invest sowie auf dem Gut Moorwessel durchführen.
Von Herbert Fredenböcks Witwe erfährt Wilsberg, dass ihr Mann zeugungsunfähig war. Damit kann er entgegen der Aussage von Mareike Moorwessel nicht Tobias‘ Vater sein. Wilsberg sucht erneut nach Tobias auf dem Hof Vosshövel, wo er in der Scheune, in der Tobias oft übernachtet, den abgesägten Lauf einer Flinte findet.
Wilsberg ahnt Böses und folgt zusammen mit Edwin Vosshövel dem Wagen von Walter und Mareike Moorwessel zur Lambertikirche. Auf dem Kirchturm zwingt Tobias seinen Großvater mit vorgehaltener Waffe zuzugeben, dass er seine Mutter missbraucht hat und somit nicht nur sein Großvater, sondern auch zugleich sein Vater ist. Zudem gibt Tobias zu, dass er die Gruppierung der Wiedertäufer erfunden hat, jedoch ihr einziges Mitglied sei. Er schäme sich allerdings nur dafür, dass Walter Moorwessel den Namen der „Wiedertäufer“ als Vorwand genommen hat, um den von ihm begangenen Mord an Monsignore Katz, der hinter Moorwessels Machenschaften gekommen sei und eine Buchprüfung bei CW Invest gefordert habe, zu vertuschen.
Kommissarin Anna Springer und Overbeck nehmen Tobias und Walter Moorwessel fest. Alex Holtkamp, die inzwischen für den Fall Moorwessel zuständig ist, stuft die verschwundenen 100.000 Euro als unbedenklich ein, um Ekki zu entlasten. Pater Gabriel, der aufgrund der belastenden Aussage von Tobias zwischenzeitlich in Untersuchungshaft genommen wurde, wird aus der Haft entlassen. Mareike Moorwessel zieht aus dem Gut ihres Vaters aus.

## Hintergrund
Der Film wurde in Münster und Köln gedreht. Die Dreharbeiten, die parallel zur Episode Unter Anklage erfolgten, begannen am 5. Oktober 2006 und endeten am 7. Dezember 2006.
In Münster wurde an der Lambertikirche gedreht, an deren Turm unabhängig vom Film die Eisenkäfige der Münsteraner Täufer, polemisch Wiedertäufer genannt, hängen. Hier entstand unter anderem die Szene, in der das entführte Baby auf den Kirchenstufen abgelegt wird. Ebenso entstanden Aufnahmen am  Dom zu Münster sowie am Antiquariat Solder in der Frauenstraße, in dem im Film das Antiquariat Wilsberg zu finden ist. Zunächst kauft Ekki, später auch Wilsberg, Blumen am Prinzipalmarkt. Die fiktive Central Bank wurde in den Räumlichkeiten des Erbdrostenhofs angesiedelt. An der Rückseite des Erbdrostenhofs entstanden die Aufnahmen an der Ecke des Maria-Euthymia-Platzes und der Ringoldsgasse, die Ekki wartend an der Backsteinmauer zeigen, an der er den Geldkoffer findet. Den beim Unfall beschädigten Stromkasten begutachtet Alex in der Altstadt am Bült. Die Szene, in der Wilsberg und Alex sich am Imbiss verköstigen, wurde auf dem Domplatz gedreht. Im Hintergrund ist das historische Rathaus der Stadt zu sehen.
Die Szene mit der in der Kapelle hängenden Person wurde in der Marienkapelle in der Bauerschaft Dernekamp in Dülmen gedreht.
Am 21. Juni 2007 wurde die Folge zusammen mit der 18. Folge Miss-Wahl von Polarfilm auf DVD mit FSK-12-Freigabe veröffentlicht. Die DVD enthält neben den beiden Hauptfilmen als Bonusmaterial ein Making-of sowie ein Porträt über die Stadt Münster.
Der Running Gag Bielefeld verweist in dieser Folge auf den Ort des Unfalls, über welchen Alex auf eigene Faust ermittelt, der sich an der Ecke der Bielefelder Straße und Osnabrücker Straße ereignet hat.
Bei dem Musiktitel am Ende der Episode handelt es sich um Dreaming with a Broken Heart von John Mayer aus dem Jahr 2007.

## Rezeption

### Einschaltquoten
4,8 Millionen Zuschauer sahen die Folge Die Wiedertäufer bei ihrer Erstausstrahlung im ZDF, was einen Marktanteil von 17,4 % ausmachte und den Tagessieg zur Hauptsendezeit bedeutete. Bei den 14- bis 49-Jährigen wurde ein Marktanteil von 11,0 % erzielt. Die Wiederholung im Juli 2010 sahen 1,58 Millionen Zuschauer, was 5,5 % Marktanteil entsprach.

### Kritik
Das Lexikon des internationalen Films resümiert, die Folge sei ein „konventioneller (Fernseh-)Detektivfilm nach den längst vertrauten Mustern der Serie.“ „Der launige Kirchenkrimi kommt nur langsam in Fahrt. Bis sich ein stimmiger Ton, die nötige Spannung und unterhaltsame Nebenschauplätze finden“, urteilt TV Spielfilm.
Rainer Tittelbach ist der Meinung, die im „Kirchen-Milieu“ spielende Folge sei mit Michael Mendl und André Hennicke „gut besetzt“, habe „aber etwas sehr viel Handlung und für »Wilsberg«-Verhältnisse wenig zündenden Witz“.
Die Folge Die Wiedertäufer sei „ziemlich weit von einer vorstellbaren Realität entfernt, nichtsdestotrotz aber unterhaltsam“, urteilt der Mediendienst teleschau. „Ein paar düstere Bilder, eine krude Ästhetik, viele rätselhafte Begebenheiten“, mit all diesem weiß die Folge aufzuwarten.
Die Redaktion der Neuen Osnabrücker Zeitung lobt, „dieser Wilsberg entwickelt mehr und mehr Spannung aus einem Personenpuzzle, in dem einfach jeder etwas zu verbergen hat“. „Dieser Wilsberg ist als Krimi besser, aber als Komödie schlechter als der letzte Münster-Tatort“ Ruhe sanft!, so ihr Urteil.